# قورباغه شرقی مانتلا
قورباغه شرقی مانتلا (نام علمی: Mantella crocea) نام یک گونه از سرده قورباغه‌های مانتلا است. زیستگاه این قورباغه جزیره ماداگاسکار است. 